# تيفليت آيت أوتعاو (آيت وتفاو تركة)
تيفليت آيت أوتعاو هو دُوَّار يقع بجماعة توندوت، إقليم ورززات، جهة درعة تافيلالت في المملكة المغربية. ينتمي الدوّار لمشيخة آيت وتفاو تركة التي تضم 6 دواوير. يقدر عدد سكانه بـ 708 نسمة حسب الإحصاء الرسمي للسكان والسكنى لسنة 2004.

## روابط خارجية
- البوابة الوطنية للجماعات الترابية نسخة محفوظة 12 مارس 2018 على موقع واي باك مشين.
- المندوبية السامية للتخطيط